# 너는 거지란다
"너는 거지란다"(Hi, Beggars)는 한국에서 제작된 김소연 감독의 2010년 영화이다. 지윤정 등이 주연으로 출연하였다.

## 출연

### 주연
- 지윤정
- 배석준

## 기타
- 원작자: 김소연
- 프로듀서: 유상현
- 사운드: 고태민
- 미술: 김소연